# Дом культуры

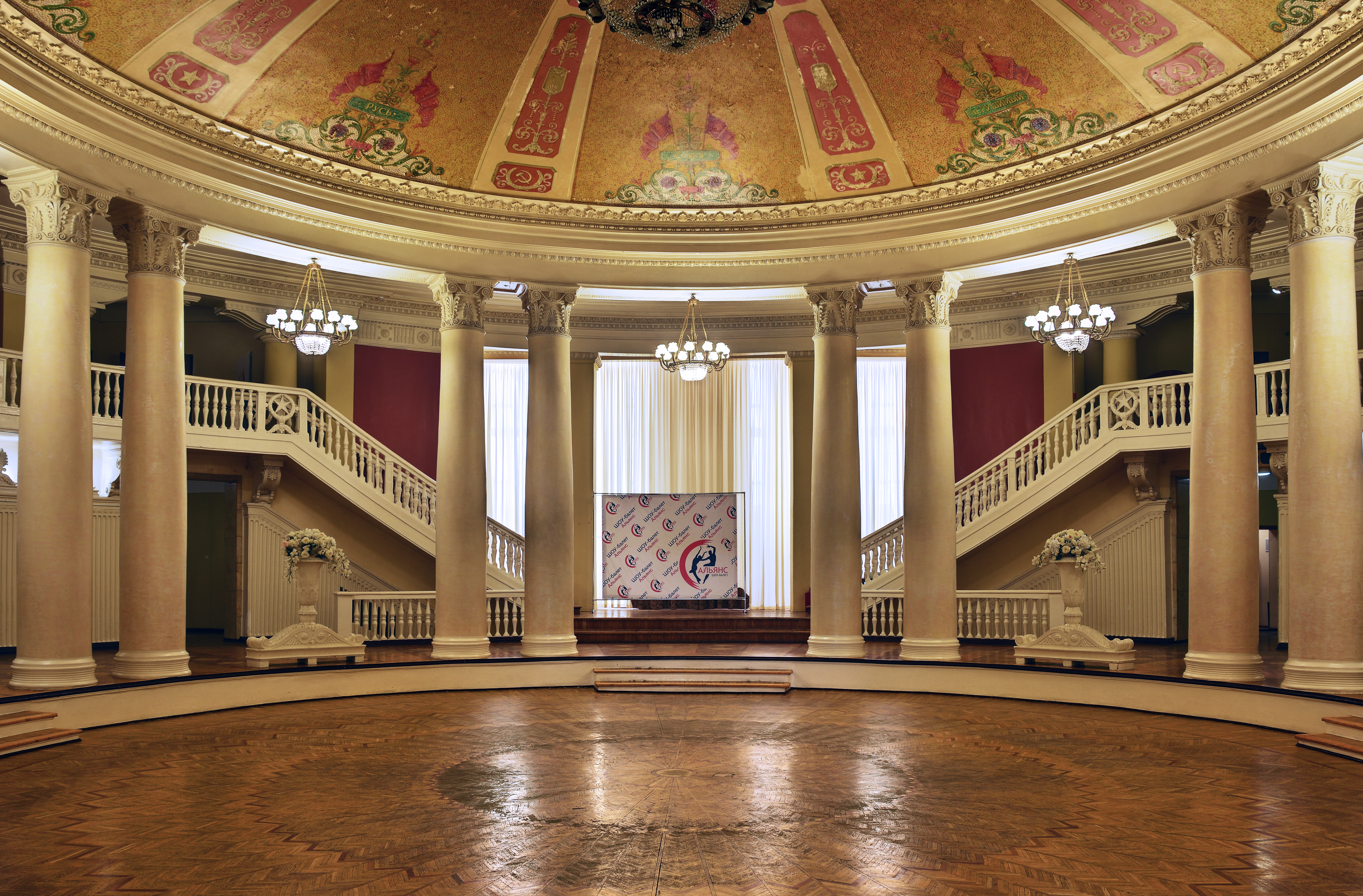
Фойе Дома культуры Ново-Тагильского металлургического завода — одного из самых роскошных дворцов культуры советского времени.
ДК НТМЗ построен в 1952 году, архитектор Владимир Владимирович Емельянов.

Дом (дворец) культуры (сокращённо ДК) — клубное учреждение, центр культурно-массовой и просветительской работы в (бывших) социалистических странах, а также в некоторых испано- и франкоязычных государствах.

## История

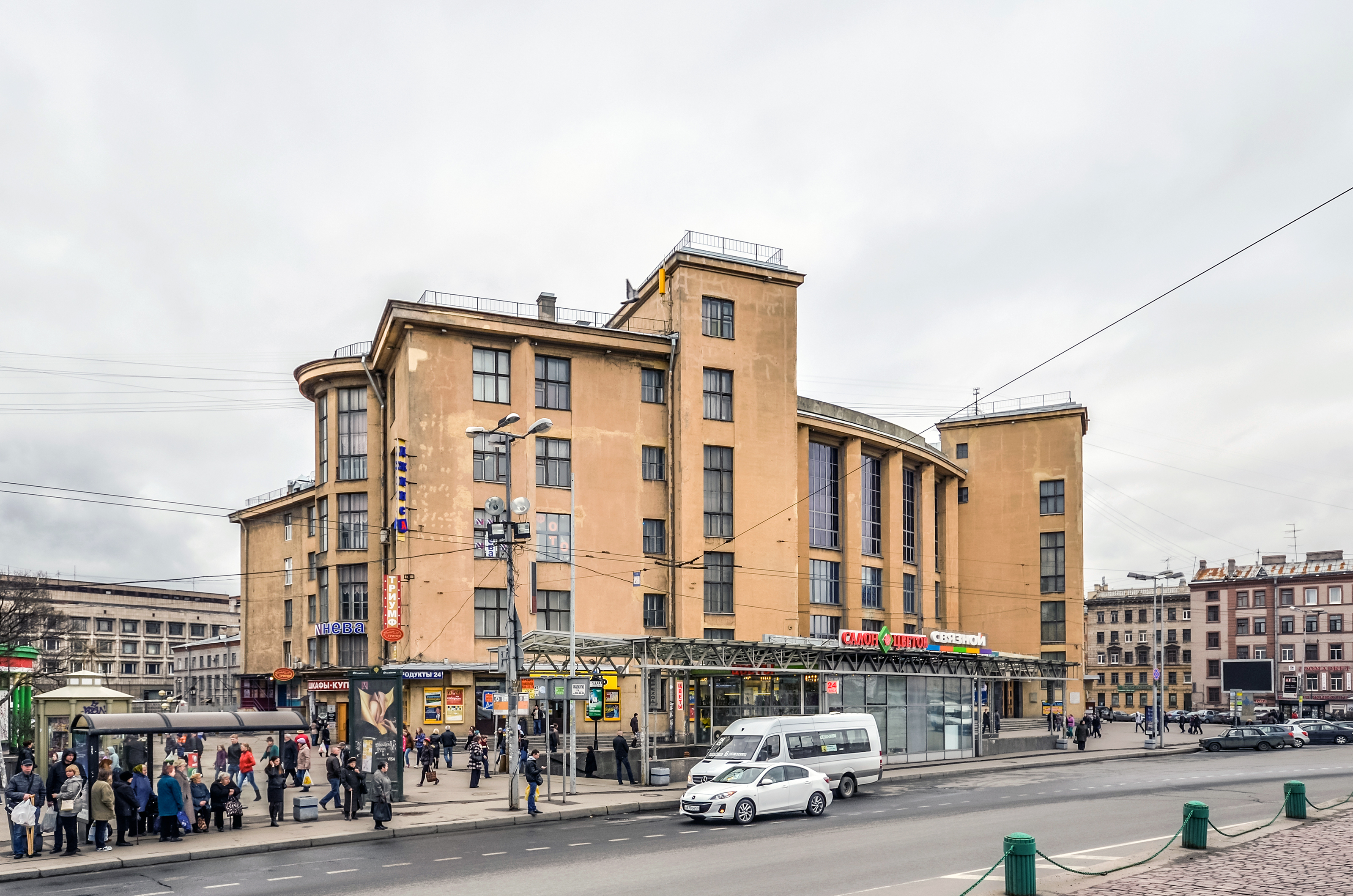
Первый в СССР ленинградский Дворец Культуры имени Горького (1927)

Массовое развитие клубных учреждений началось в СССР с ноября 1920 года, когда декретом Совнаркома в системе Наркомпроса РСФСР был образован Главполитпросвет. Народные дома, строившиеся со второй половины 1880-х годов, были преобразованы тогда в рабочие клубы и дома культуры.
Первым «дворцом культуры ВЦСПС» стал Дворец культуры имени А. М. Горького в Ленинграде, возведённый на средства профсоюзов к юбилейной дате 8 ноября 1927 года. Первые дворцы и дома пионеров и школьников в СССР были открыты в 1923—1924 годах в Москве. Многие первые дома культуры строились в стиле конструктивизма и принадлежат к лучшим образцам данного стиля.
Клубные учреждения того же типа распространились в послевоенный период по всем странам социалистического лагеря. В большинстве случаев они носили и аналогичные названия (в переводах на местные языки), хотя есть исключения: например, в Болгарии сохранилось также прежнее наименование — читалиште — для общественных клубных учреждений, которые, подобно российским народным домам, строились с конца XIX века.
После падения коммунистических правительств в ряде стран (Германия, Чехия) стали отказываться от термина, ассоциируемого с предыдущей эпохой. Дома культуры переименовывали в культурные центры, концерт-холлы, дворцы конгрессов и т. п. В других странах (например, Польше и Латвии) сочетание «дом культуры» остаётся частью нейтральной в идеологическом отношении лексики, своего рода национальным синонимом для принятых во всём мире понятий.

## Классификация
В СССР была разработана следующая классификация домов культуры:
- территориальные, находившиеся в ведении Министерства культуры;
- дома культуры профсоюзов предприятий, учреждений, учебных заведений и т. п. организаций;
- дома культуры интеллигенции: дом актёра, дом учителя, дом инженерно-технического работника и подобные;
- дома культуры колхозов и совхозов;
- дома офицеров Советской армии;
- дворцы и дома пионеров и школьников;
- дома народного творчества[11].

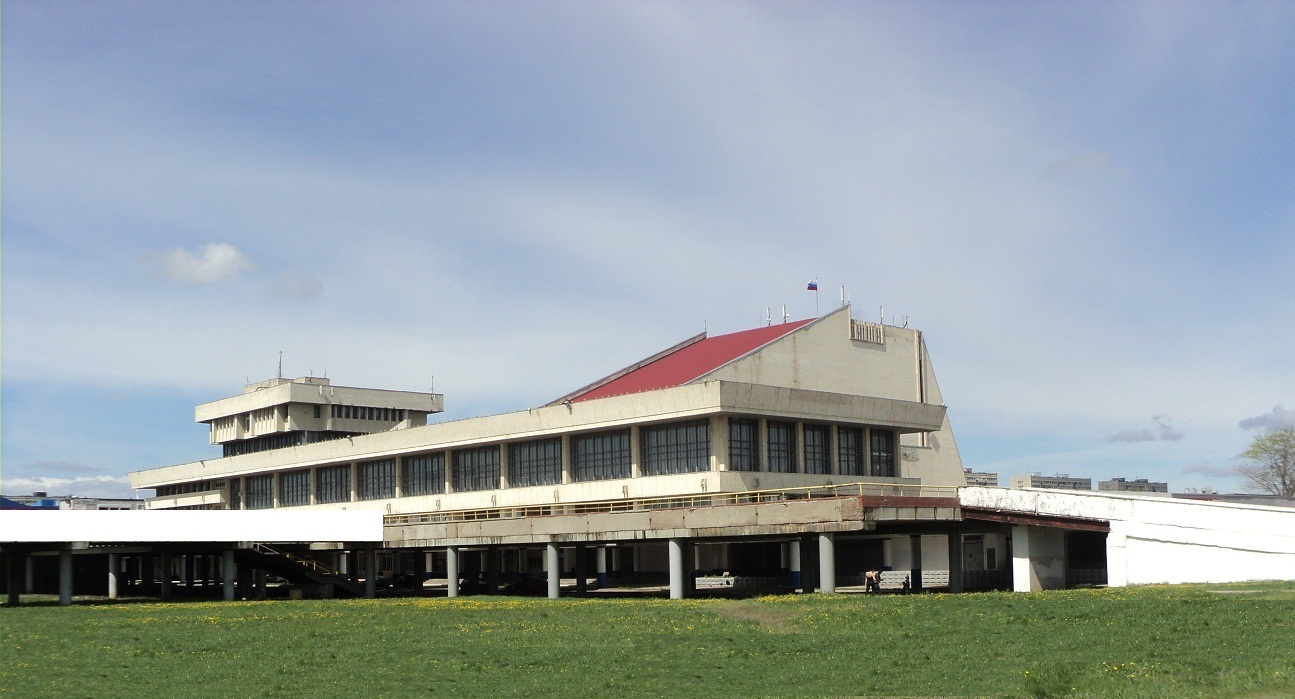
Дворец культуры, искусства и творчества (ДКИТ) в городе Тольятти
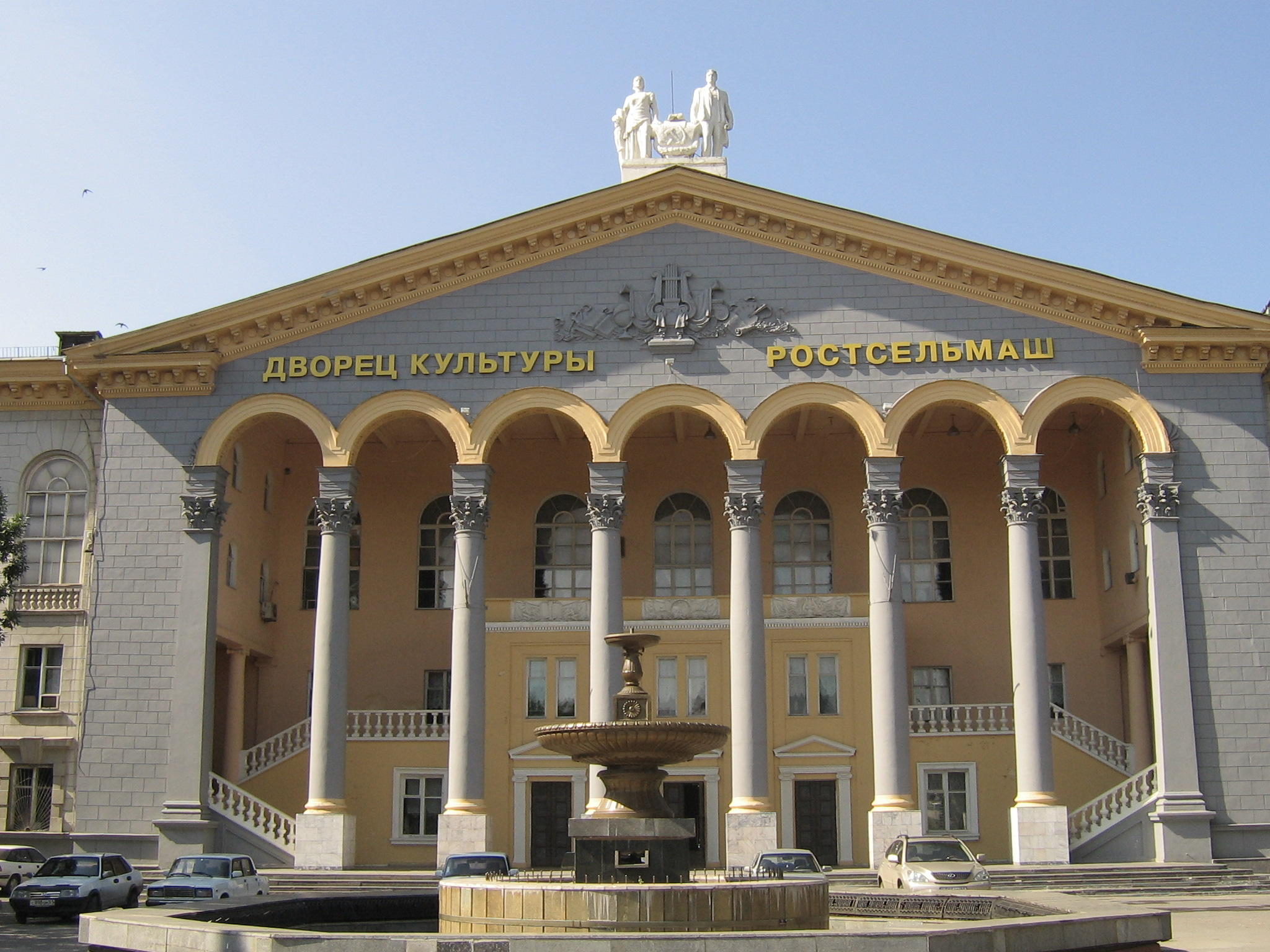
Дворец культуры Ростсельмаш в городе Ростове-на-Дону
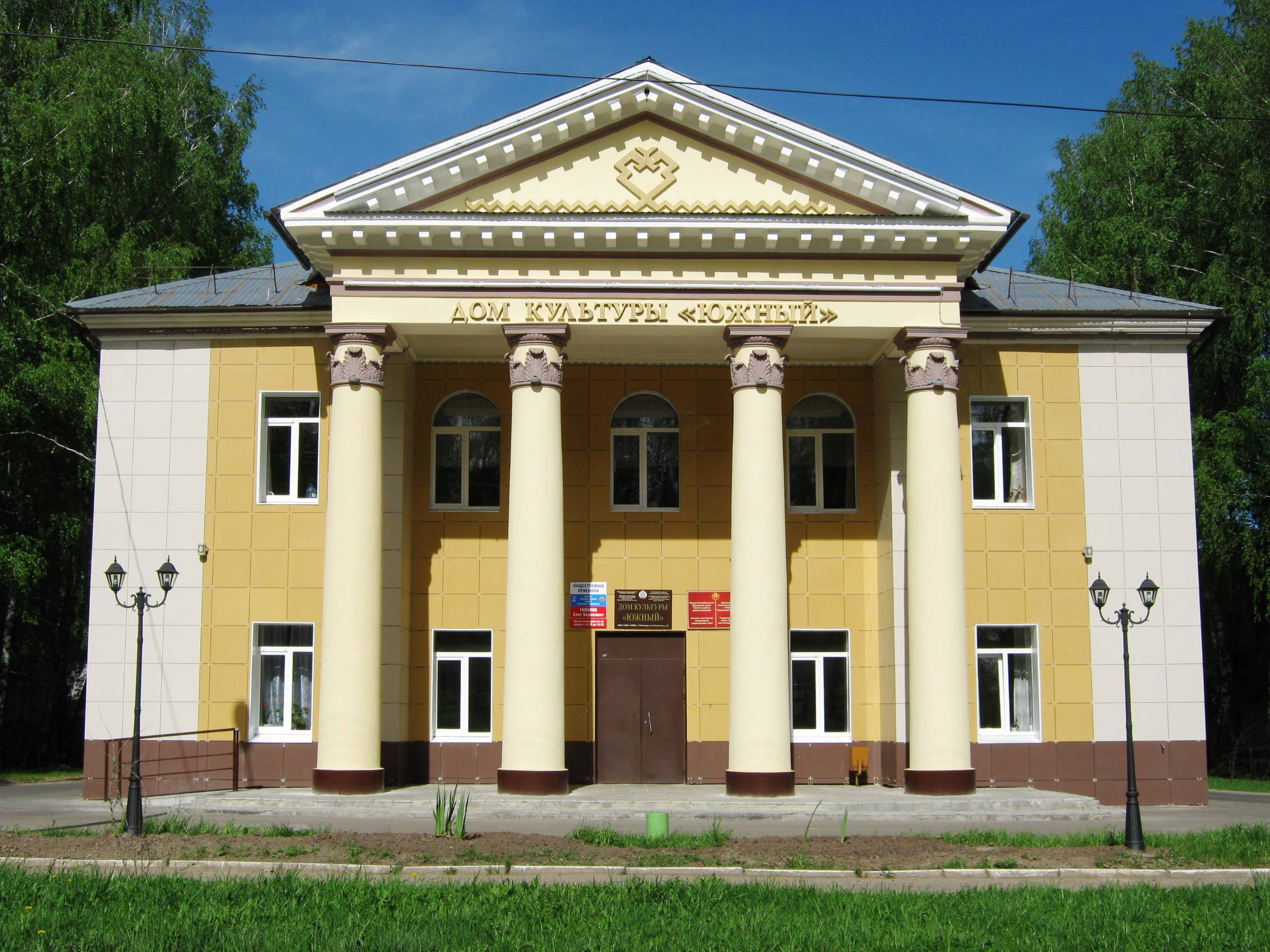
Дом культуры «Южный» в городе Чебоксары
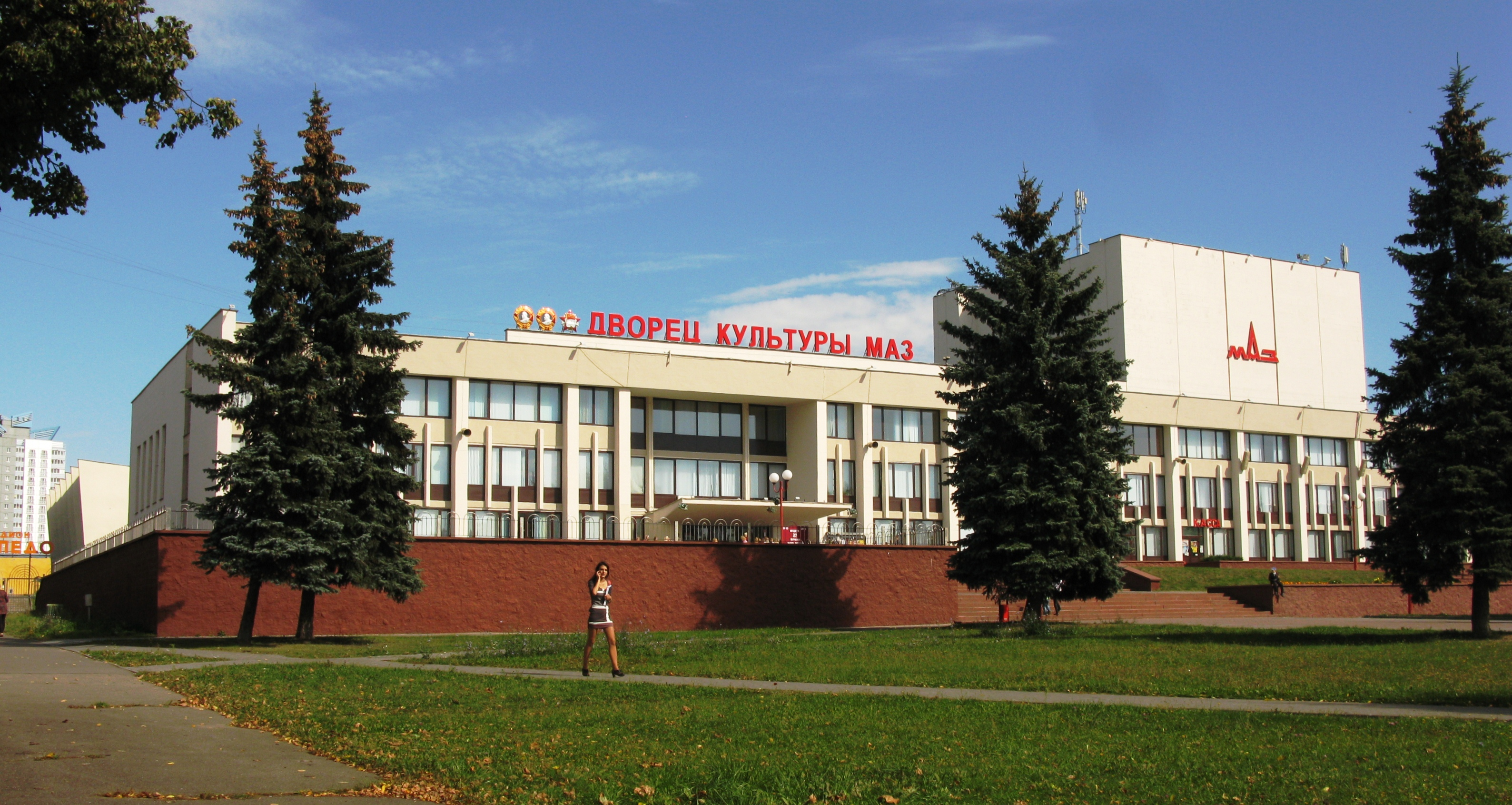
Дворец культуры Минского автомобильного завода
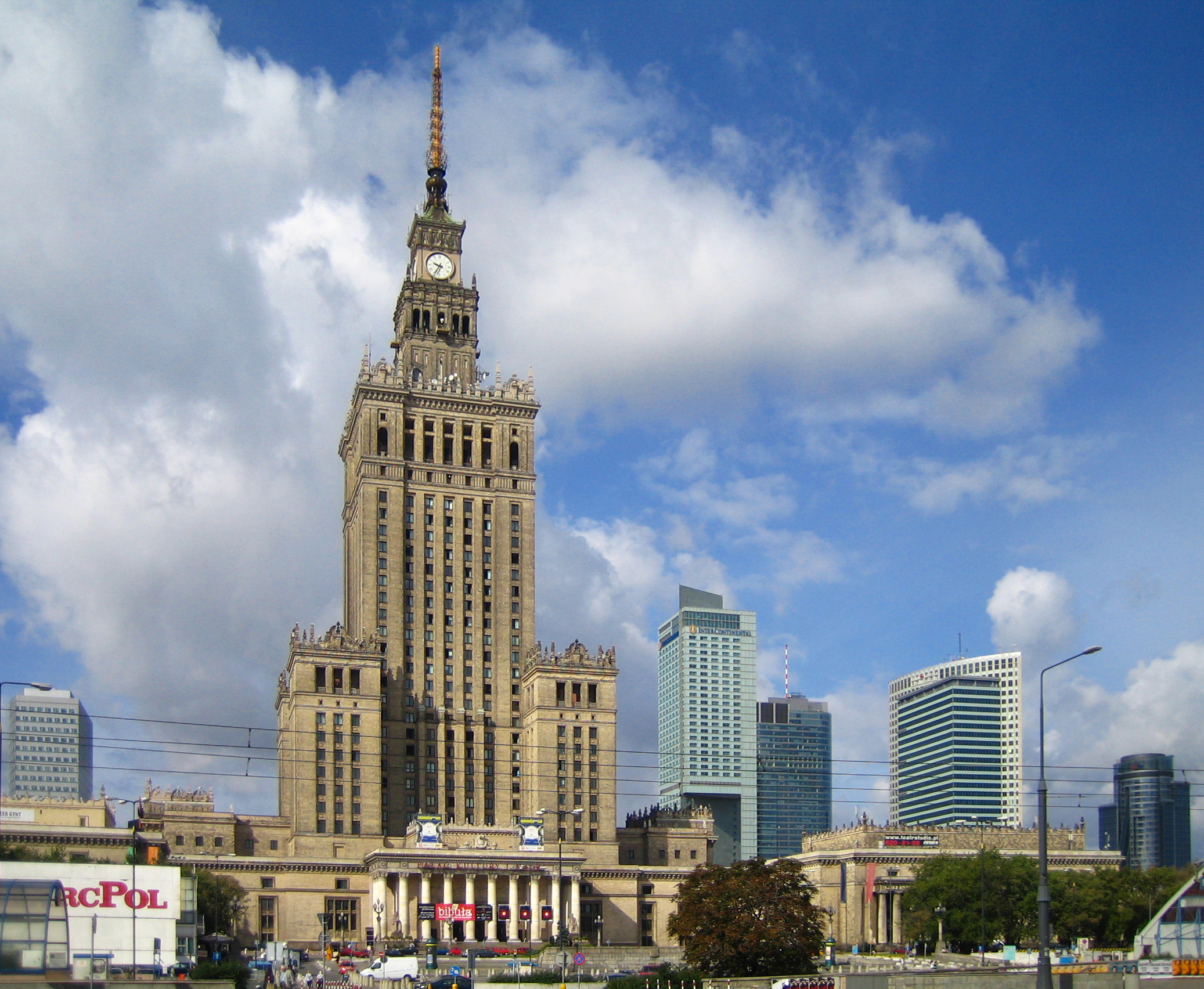
Дворец культуры и науки в Варшаве
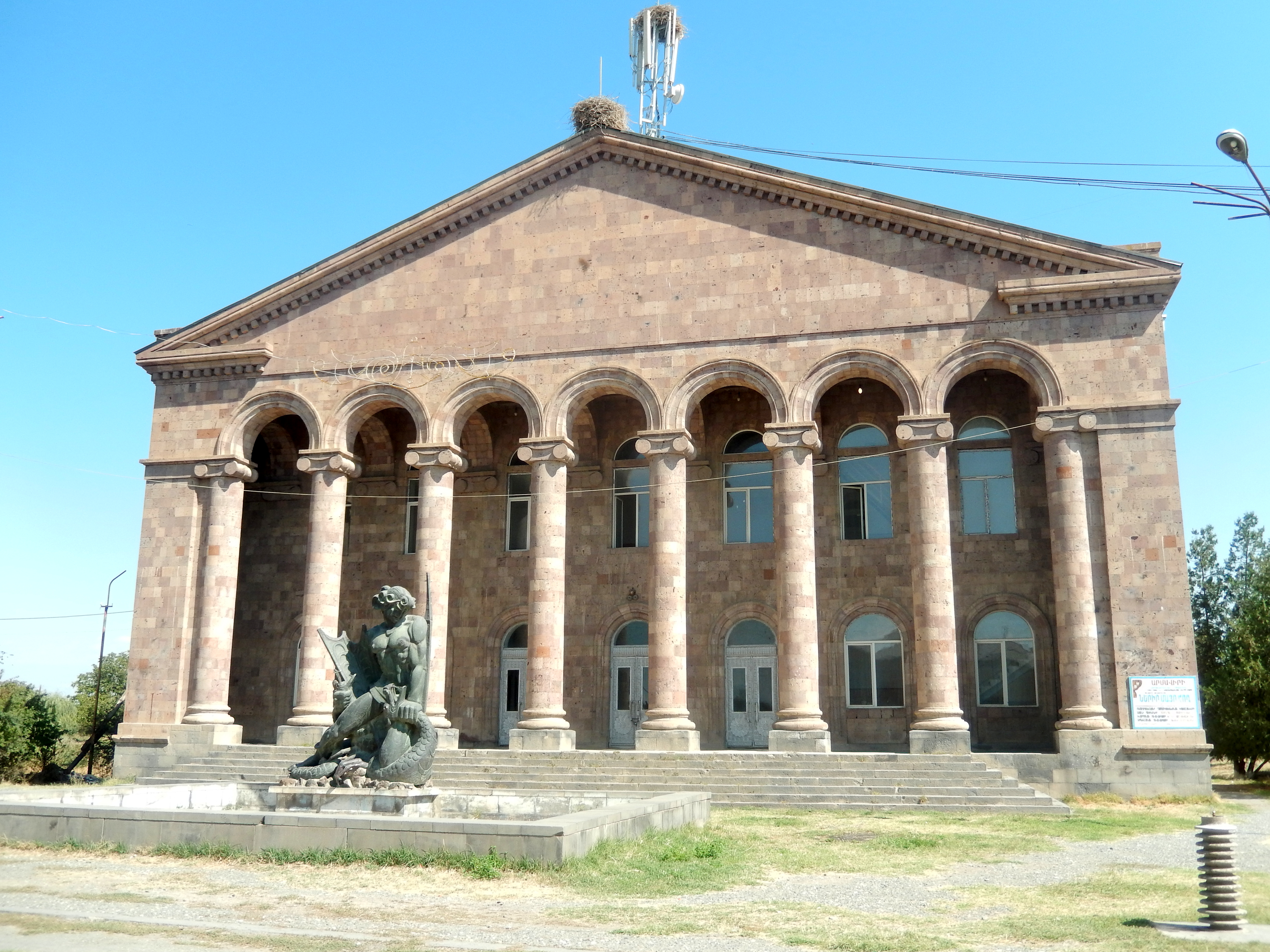
Дворец культуры в селе Армавир, Армавирская область, Армения
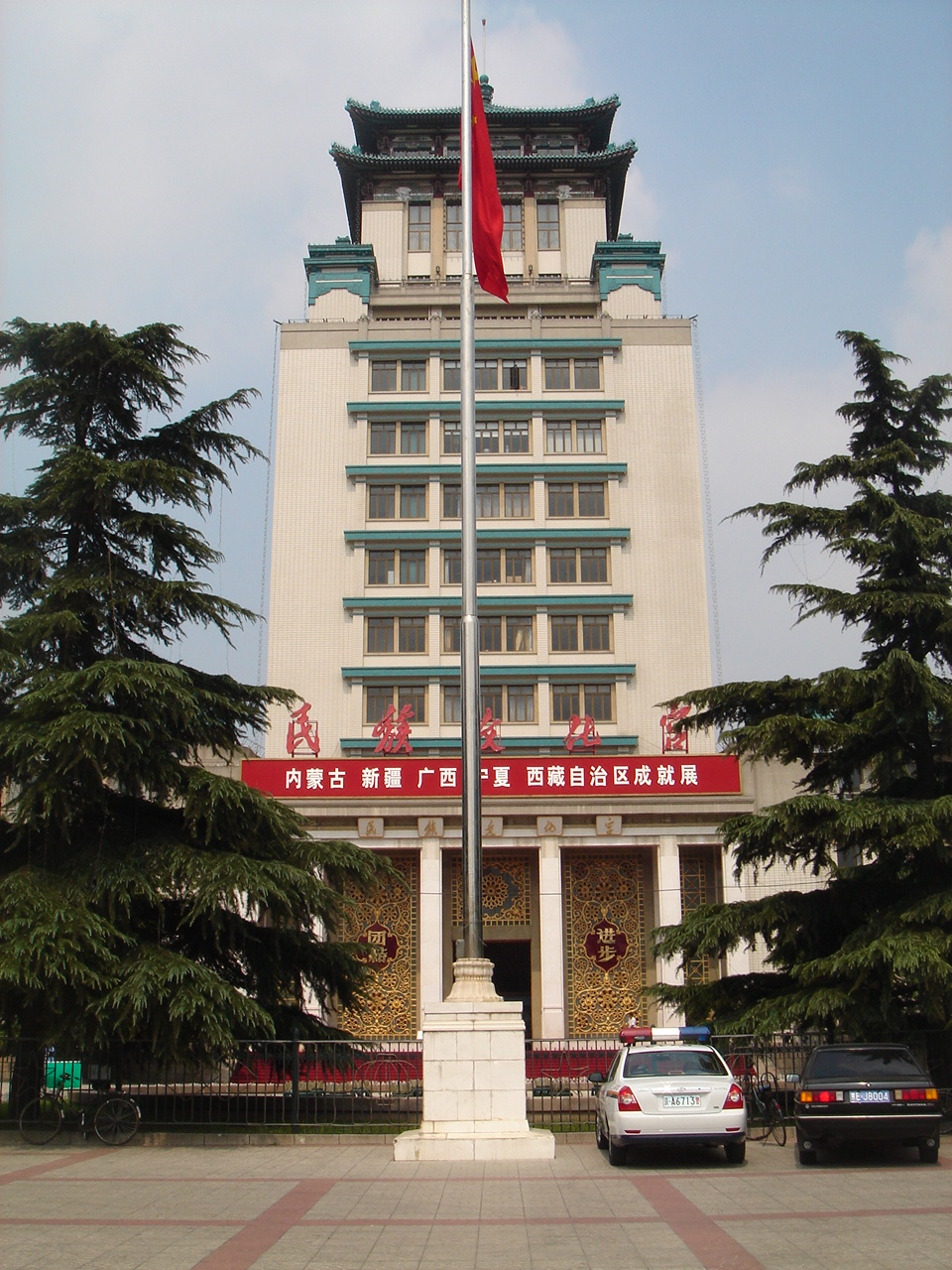
Дворец культуры народов Китая в Пекине

## Аналоги в других странах

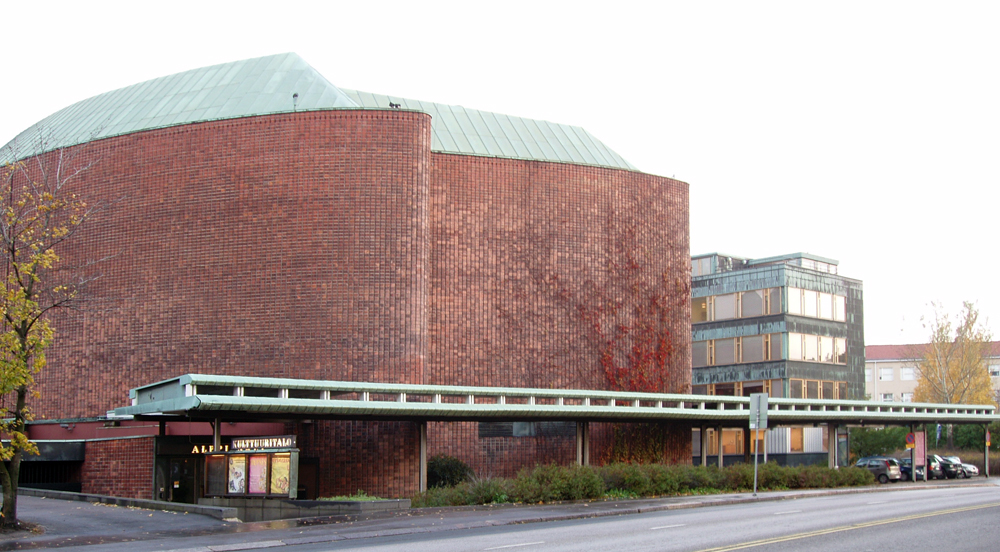
Дом культуры, построенный по заказу компартии Финляндии в Хельсинки

Общественно-культурные центры, тоже традиционно называемые домами культуры, известны и за пределами социалистического лагеря — в частности, в испаноязычном мире (см. исп. — Casa de la Cultura и статью Centro cultural). Прежде всего — в Латинской Америке, а также и в самой Испании.
С другой стороны, во франкофонных странах (во Франции и позднее Канаде) сходный (и аналогично называющийся) тип учреждений широко и массово развивается с 1960-х годов (вероятно, не без влияния и «советского опыта»: см. фр. — Maison de la Culture), благодаря первоначальной инициативе Андре Мальро на посту министра по делам культуры в правительстве де Голля. Несмотря на то, что в отдельные периоды этот проект подвергался критике и частичным перепрофилированиям и переименованиям, а после 1991 года «дома культуры» были объединены с клубными учреждениями иных типов в рамках «театральных» задач, но и в XXI веке учреждения под типовым названием «дом культуры» (фр. Maison de la Culture) функционируют во множестве французских городов, в зданиях, специально для них спроектированных выдающимися архитекторами. Что касается франкоговорящей Канады, то в одном лишь Монреале сегодня работает 12 «Домов культуры» французского типа (см. фр. — Maisons de la culture de Montréal).

Во Франции, Бельгии и канадском Квебеке — также широко распространены учреждения, подобные советским «дворцам и домам пионеров и школьников» (теперь — «центрам детского и юношеского творчества»): в Канаде они носят название «домов молодёжи» (см. фр. — Maison des jeunes), а в самой Франции — «домов молодёжи и культуры», входящих в государственную систему, подчинённую Министерству молодёжи и спорта (см. фр. — Maison des jeunes et de la culture).
Домом культуры (фин. Kulttuuritalo) называется также один из шедевров финского зодчего Алвара Аалто в Хельсинки. С момента постройки в 1958 году и до 1992 года это здание принадлежало Коммунистической партии Финляндии, после банкротства и распада партии в начале 1990-х — находится в государственной собственности (и под государственной охраной в качестве памятника архитектуры).